# Shinyanga
Shinyanga – miasto w północnej Tanzanii, na południowy wschód od Mwanzy, ośrodek administracyjny regionu Shinyanga. Około 100 tys. mieszkańców. W mieście działa lokalny port lotniczy.